# Adam Sedgwick
Adam Sedgwick (n. 22 martie 1785, Dent⁠(d), South Lakeland, Anglia, Regatul Marii Britanii – d. 27 ianuarie 1873, Cambridge, Regatul Unit al Marii Britanii și Irlandei) a fost un geolog și preot britanic, unul dintre fondatorii geologiei moderne. El a propus perioada cambriană și devoniană a calendarului geologic. 
Pe baza lucrărilor pe care le-a făcut pe stratul galez, a propus perioada cambriană în 1835, într-o publicație comună în care Roderick Murchison a propus și perioada Siluriană. Mai târziu, în 1840, pentru a rezolva ceea ce mai târziu a devenit cunoscut sub numele de Marea Controversă Devoniană despre rocile din apropierea graniței dintre perioadele Silurian și Carbonifer, el și Murchison au propus perioada Devoniană. Deși l-a ghidat pe tânărul Charles Darwin în studiul său timpuriu al geologiei și a continuat să fie pe termeni prietenoși, Sedgwick a fost un adversar al teoriei evoluției lui Darwin prin intermediul selecției naturale.